# 日本の音響装置付信号機

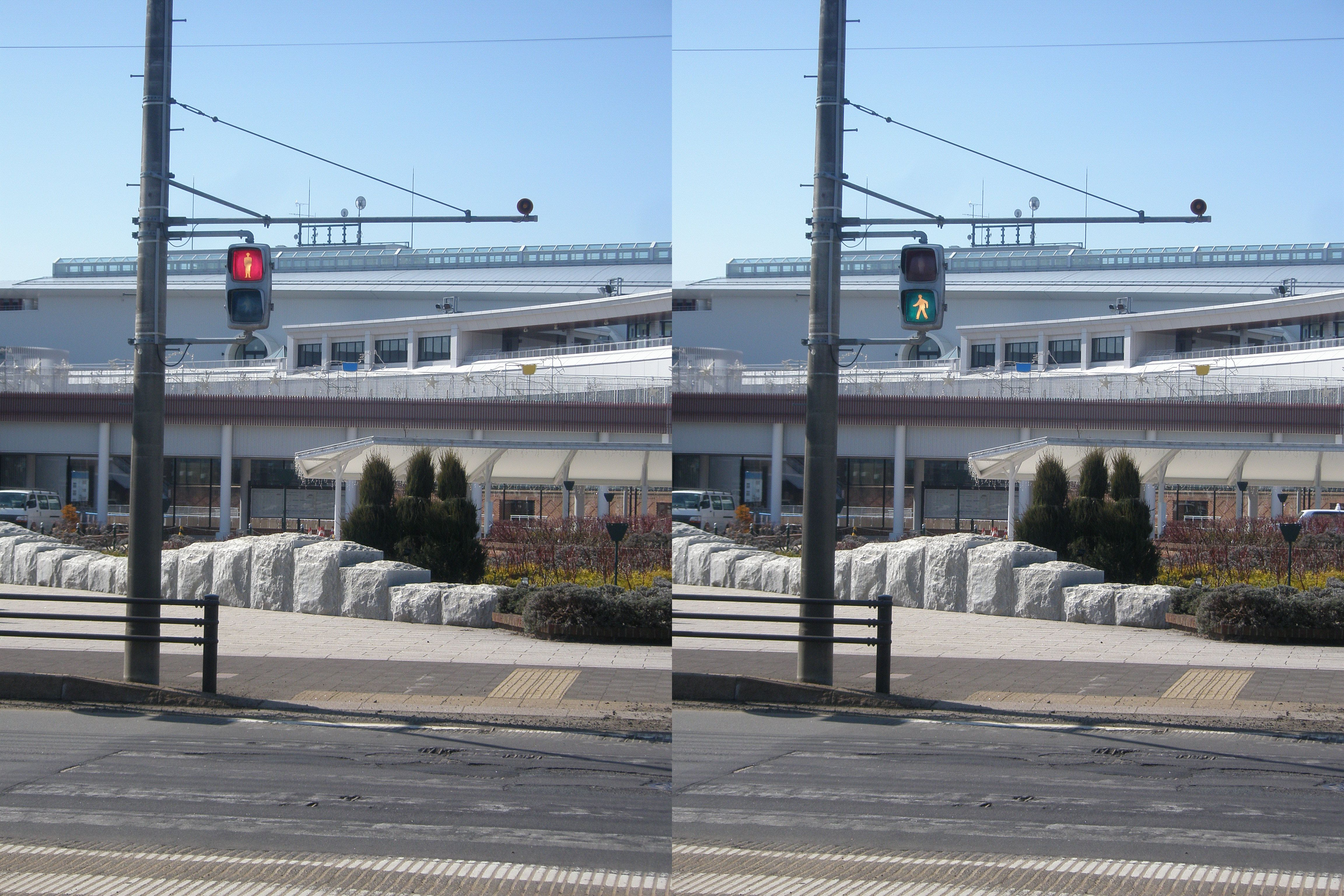
音響装置付信号機（2枚合成、左：赤、右：青）

日本の音響装置付信号機(にほんのおんきょうそうちつきしんごうき)は、歩行者用信号機が青になった事を誘導音で視覚障害者へ報じる日本の交通信号装置である。日本国内に2万基以上設置されている。　

## 概要

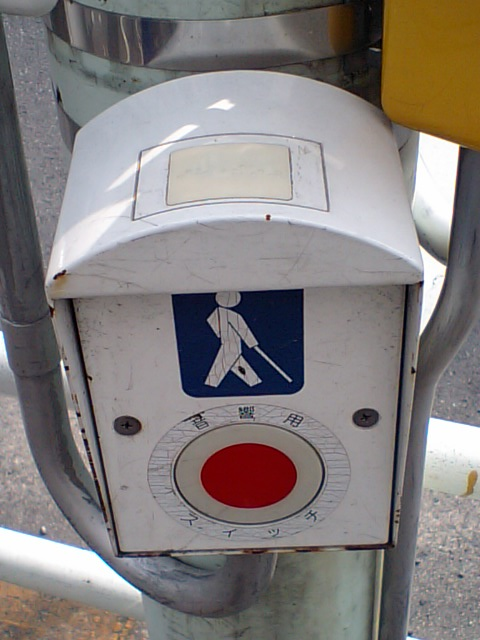
押した場合のみ鳴る場合の歩行者用信号機用押しボタンの例
（上部に点字シール）

「音響装置付信号機」は、特別支援学校や福祉施設･公共施設等、視覚障がい者の利用頻度が高い場所に優先的に設置されている。警察庁によると、2022年3月末時点で全国にメロディ式が307基、擬音式が2万531基、計2万838基が設置されている。『毎日新聞』は都道府県警全てから回答を得た調査結果で、2019年度末(2020年3月末)時点で日本にある交通信号機総数20万8152基のうち音響機能付きは2万4367基と報じている。
「視覚障がい者用交通信号付加装置」とは、交通信号機において歩行者用灯器が青であることを視覚障がい者に知らせるため、外部に接続したスピーカーより誘導音を鳴動させる装置である。警交仕規(警察庁が定める交通安全施設仕様書)では、第21号、第22号、第217号、第1015号がこれに該当する。警交仕規にない独自規格の装置もある。原則、1つの交差点に制御装置と連動した装置が１つ設置されるが、近年では個別制御や誘導音の変更が可能な小型機種が開発されている。
スピーカーは外付けと灯器内蔵がある。外付けの場合、スピーカーは黄色の場合と歩行者用灯器と同色の白色または灰色の場合があり、美観地区では信号機や信号柱も含めて茶色に塗られている場合もある。

### 誘導音
誘導音には擬音式とメロディ式がある。擬音式では「カッコー」ないしは「カカコー」が東西または南北もしくは主道路横断用に、「ピヨ」ないしは「ピヨピヨ」が南北または東西もしくは従道路横断用にそれぞれ使用される。メロディ式では「通りゃんせ」や「故郷の空」が使用される。この他、名古屋市では「おうま」、青森県では「乙女の祈り」といったように地域限定のメロディが流れる場所もあり、さらにかつては横浜市で「赤い靴」、静岡県で「ふじの山」などといったように、全国で20曲以上のメロディが存在した。
誘導音の鳴動の方式は、同種同時鳴き･同種鳴き交わし･異種鳴き交わしの3種類がある。
- 同種同時鳴き方式 - 順方向と逆方向から、同じ誘導音が同時に鳴る。警交仕規(警察庁交通局仕様規格)第21号に多いが、警交仕規第217号･第1015号も同タイプに設定可能である。
- 同種鳴き交わし方式 - 順方向と逆方向から、同じ誘導音が交互に鳴る。警交仕規第217号「版1」･「版2」に多いが、埼玉県、富山県、石川県、奈良県では一部の警交仕規第21号にもある。「カッコー」は「ピポン」と聞こえる電子的な音へ、「ピヨ」は若干異なる音へそれぞれ変更可能である。
- 異種鳴き交わし方式 - 順方向から誘導音「ピヨ」または「カッコー」が、逆方向から「ピヨピヨ」または「カカコー」が交互に鳴る。警交仕規第217号「版3」･「版4」･第1015号に多い。なお、スクランブル式交差点などでは4方向のスピーカーから「ピヨ」→「ピヨピヨ」→「カッコー」→「カカコー」の順に誘導音を鳴らす方式が採用される事が増えている。

誘導音が鳴動終了すると青信号の点滅となるが、地域によっては青信号点滅時に警告音が鳴る場合がある。神奈川県ではほぼ全ての音響装置付信号機で採用されている他、警交仕規第217号以降では青森県を除いた東北地方の各県でも見られるようになる。栃木県や埼玉県、京都府などにもわずかに存在する。警告音には以下のパターンがある。
- 「ポーピー･ポーピー･ポーピー」:コイト電工･交通システム電機
  - 2つの音の音程は増四度もある。警交仕規の変遷に伴って鳴り方も変化しており、警交仕規第21号では一続きに鳴っていたが、警交仕規第217号以降は誘導音と同じく2方向から交互に鳴ったり、スクランブル式交差点などでは4方向から順番に鳴る場合もある。
- 「プーッ･プーッ･プーッ」:京三製作所
  - 方向によって音程が異なる。「ピヨ」「通りゃんせ」側は高音、「カッコー」「故郷の空」側は低音(「通りゃんせ」「故郷の空」の一音目とそれぞれ同じ音程)。
  - 東北地方の一部の県は、コイト電工の2音式に似たものが設置されている。
- 「プー･プー･プー」:日本信号
  - 警告音は奇数回鳴らすものが多い。警交仕規第21号のメロディと似た音程だが、この警告音は警交仕規第217号以降でしか採用が確認されていない。

また、青森県や熊本県などでは青信号点滅時に警告音の代わりに音声アナウンスで赤信号への変化を知らせる方式となっている他、大分県などでは青信号点滅時に誘導音の速度が速くなるケースもある(擬音式のみ)。
大阪府や徳島県では警交仕規第217号「版3」以降でも異種鳴き交わし方式をあまり採用せず、同種同時方式･同種鳴き交わし方式での設置がほとんどである。

#### 地域性
採用方針の選択は各地方警察の裁量であるため、同一地域内に異なる方式の音響信号機が存在する事例も多く利用者の混乱もみられたが、1975年（昭和50年）に警察庁、厚生省、視覚障害者団体、学識経験者らの委員会で検討し、「通りゃんせ」と「故郷の空」2種のメロディーと「ピヨ」と「カッコー」2種の擬音式が制定され、20世紀末まで都道府県警によりメロディー式（警視庁・山梨県警・大阪府警・福岡県警など）、擬音式（兵庫県警・岡山県警・熊本県警・鹿児島県警など）、両者併用（静岡県警・愛知県警・京都府警・沖縄県警など）でそれぞれ運用された。
20世紀末の中部・近畿・中国四国地方の場合、基本的に昭和時代から擬音式のみがほとんどであり、メロディー式は山梨県と大阪府と広島県のみであった。
両者併用の府県でメロディー式は全国的にみても原則スクランブル交差点のみとあって8～9割方は擬音式が採用されていた。

#### 21世紀に入りメロディー式は減少
警察庁は、2002年の実証実験で視覚が不自由な人の半数以上が「従来のものより横断方向の音が取りやすい」と応えたことから、2003年(平成15年)10月に今後の視覚障がい者用付加装置については、擬音式の異種鳴き交わし方式により設置するように通達した。「異種鳴き交わし方式」は2016年3月末時点で19219基ある音響装置付信号機の45パーセント(%)超である。メロディ式、同種同時方式、同種鳴き交わし方式は機器更新の際に置き換えが進んだ。2003年に全国で2000基以上設置されていたメロディ式は、中国地方で島根県に2基と鳥取県に1基ずつ残ったが、2003年度に781基あった四国地方(ほとんど高知県のスクランブル交差点が占めていた)、近畿地方(ほとんど大阪府が占めていた)、神奈川県ではそれぞれ消滅した。2022年3月現在では13都道県で307基が残る。
他県ではメロディ式がほぼ絶滅状況にあるなか、東京都では音響装置更新時や、複雑な形状の交差点等にて擬音式のみで音を使い切れない場合、近年でもメロディ式で設置する例が所々で見られる。

### 騒音の問題と対策
青信号時は常に音が鳴る方式とボタン押下時だけ音が鳴る方式の2種類がある。常時音響式は近隣住民らの苦情が多く、東京都などは都心のごく一部を除いてほとんどを押しボタン式とし、常時音響式も夜間から翌朝にかけて時限で音を止めている場合が多い。8県は音響付き信号機全てに稼働時間帯の制限を設け、9県は音が終日出ないようにしている信号機が合計37基ある。押しボタン式も夜間は小音化、あるいはボタンが機能しなくなるタイプが多いが、鳴動時間外において信号の状況が分からず交通死亡事故が発生した事例もある。
視覚障がい者の横断時に利用者だけが信号の状況を知る事が出来る方法が望まれ、これまでにも歩行者横断支援装置（PICS付信号機）による視覚障がい者の端末操作や白杖の感知で動作する装置があったが、後にそれを高度に進化させた、スマートフォンにあらかじめインストールした専用アプリ「信GO！」と内蔵するBluetoothを使ってスマートフォンから信号の色などを伝える高度化PICS付信号機が作られ、警察庁は2021年度に約2,000基の信号機に設置する方針を決めた。鳴動時間外の視覚障がい者側の安全性が高まることが期待される。

### その他
視覚障がい者用交通信号付加装置の他に、交通弱者用押ボタン箱、歩行者横断支援装置(PICS付信号機)、もそれぞれが音響を出力する機器である。ニッポン放送を中心としたAMラジオ局のNRN系10局が毎年放送する「ラジオ･チャリティー･ミュージックソン」は、これら装置を「音の出る信号機」として設置するために募金を募っている。第1回目の「ラジオ･チャリティー･ミュージックソン」により、全国で初めて神奈川県横須賀市若松町一丁目交差点に設置された視覚障がい者用交通信号機は、「通りゃんせ」を用いたメロディ式であったことから「通りゃんせ基金」とも通称される。

### 製造メーカー
- コイト電工（旧 小糸工業）
- 京三製作所
- 日本信号
- 交通システム電機（旧 陸運電機）
- 名古屋電機工業
- 三工社
- 篠原電機